# گونه کمیاب
یک گونه کمیاب، گونه نایاب یا گونه نادر (به انگلیسی: Rare species) به گروهی از جانداران گفته می‌شود که بسیار نایاب و کمیاب هستند یا به ندرت با آنها مواجه می‌شوند. این نام ممکن است برای یک آرایه گیاهی یا جانوری گفته شود و از اصطلاح در معرض خطر یا تهدیدشده متمایز است. تعیین یک گونه کمیاب ممکن است توسط یک نهاد رسمی، مانند یک دولت ملی، ایالت یا استان انجام شود. این اصطلاح معمولاً بدون ارجاع به معیارهای خاص پدیدار می‌شود. اتحادیه بین‌المللی حفاظت از طبیعت معمولاً چنین نام‌هایی را انجام نمی‌دهد، اما ممکن است از این اصطلاح در بحث‌های علمی استفاده کند.
کمیابی بر یک گونه خاص استوار است که توسط تعداد کمی از موجودات در سراسر جهان، معمولاً کمتر از ۱۰۰۰۰ نشان داده می‌شود. با این حال، گونه‌ای که دارای محدوده بومی بسیار باریک یا زیستگاه گسسته است نیز بر این مفهوم تأثیر می‌گذارد. تقریباً ۷۵ درصد از گونه‌های شناخته‌شده را می‌توان به عنوان «کمیاب» طبقه‌بندی کرد.
گونه‌های کمیاب گونه‌هایی با جمعیت کم هستند. اگر عوامل منفی مؤثر بر آنها به کار خود ادامه دهند، بسیاری به گروه در معرض خطر یا آسیب‌پذیر خواهند رفت. نمونه‌های شناخته‌شده گونه‌های کمیاب - چون این جانوران زمینی بزرگ هستند - شامل خرس قهوه‌ای هیمالیا، روباه صحرا، گاومیش وحشی یا نوک‌شاخ می‌شود.
آنها هنوز در خطر انقراض نیستند، اما به عنوان «در ریسک» طبقه‌بندی می‌شوند، اگرچه ترسیم مرز بین این دسته‌ها با توجه به کمبود کلی اطلاعات دربارهٔ گونه‌های کمیاب به‌طور فزاینده‌ای دشوار است. این مورد به‌ویژه در اقیانوس جهانی که در آن بسیاری از گونه‌های «کمیاب» که برای دهه‌ها دیده نشده‌اند، ممکن است بدون توجه منقرض شده باشند، اگر مانند گرازماهی کالیفرنیا مکزیکی در آستانه انقراض نباشند.
یک گونه ممکن است در معرض خطر انقراض یا آسیب‌پذیر باشد، اما اگر دارای جمعیت زیاد و پراکنده باشد، کمیاب تلقی نمی‌شود. اتحادیه بین‌المللی حفاظت از طبیعت از اصطلاح «کمیاب» به عنوان نامی برای گونه‌هایی که در مکان‌های جغرافیایی جداگانه یافت می‌شوند استفاده می‌کند. گونه‌های کمیاب عموماً در معرض خطر تلقی می‌شوند، زیرا جمعیت کوچک به وضوح کمتر احتمال دارد که پس از بلاهای بوم‌شناختی بهبود یابند.
وضعیت قانونی یک گیاه کمیاب را می‌توان از طریق پایگاه داده گیاهان وزارت کشاورزی ایالات متحده مشاهده کرد.